# USS LST-430
O USS LST-430 foi um navio de guerra norte-americano da classe LST que operou durante a Segunda Guerra Mundial.